# United Premier Soccer League
La United Premier Soccer League (UPSL) es una liga de fútbol profesional estadounidense que se fundó en Santa Ana, en el sur de California, con equipos en conferencias regionales de todo Estados Unidos. La liga fue fundada en 2011 por Leonel López, propietario del club Santa Ana Winds FC como una liga regional para equipos en el Gran Los Ángeles, pero se expandió para incluir equipos de 32 estados a partir de la temporada 2019
Se juegan dos temporadas cada año, y el juego regional culmina en un sistema de playoffs que corona a un solo campeón nacional cada temporada. La liga presenta promoción y descenso interno con hasta tres niveles en algunas regiones.

## Palmarés
| Temporada   | Campeón                 | Finalista              | Resultado  |
| ----------- | ----------------------- | ---------------------- | ---------- |
| 2011–12     | OC Crew SC              | Santa Ana Winds FC     | 4–2        |
| 2012–13     | Santa Ana Winds FC      | Tustin Legends FC      |            |
| 2013–14     | OC Crew SC              | Tustin Legends FC      | 5–3        |
| 2014–15     | La Máquina FC           | Glory United           | 4–1        |
| 2015        | San Nicolas FC          | L.A. Wolves FC         | 2–0        |
| 2016 Spring | Strikers FC South Coast | San Pedro Monsters     | 3–1        |
| 2016 Fall   | FC Anahuac              | Inter Arizona FC       | 0–0 (5–4p) |
| 2017 Spring | L.A. Wolves FC          | California Victory FC  | 2–1        |
| 2017 Fall   | OC Invicta FC           | Santa Ana Winds FC     | 3–2        |
| 2018 Spring | Milwaukee Bavarian SC   | Sporting AZ FC         | 3–2        |
| 2018 Fall   | California United FC II | Inocentes FC           | 1–1 (4–2p) |
| 2019 Spring | Tropics SC              | Utah Murcielagos       | 2–2 (4–3p) |
| 2019 Fall   | Maryland Bobcats FC     | Santa Ana Winds FC     | 3–1 (OT)   |
| 2020 Spring | N/A                     | N/A                    | N/A        |
| 2020 Fall   | Ginga Atlanta           | Olympians FC           | 0-0 (3-1p) |
| 2021 Spring | New York Contour United | East Valley United PRO | 2-1        |